# WAGESTAZ
WAGESTAZ（わげすたつ）は、日本のパンクバンド。